# Internationale der Kriegsdienstgegner/innen
Die Internationale der Kriegsdienstgegner/innen e. V. (IDK) ist eine Sektion der War Resisters’ International (WRI). Sie ist eine Organisation von Antimilitaristen, Pazifisten und Kriegsdienstverweigerern. IDK-Mitglieder leben in Deutschland und Österreich und sind transnational aktiv. Die IDK ist im Vereinsregister beim Amtsgericht Berlin-Charlottenburg eingetragen und hat die IDK-Vereinsadresse c/o Anti-Kriegs-Museum (Berlin). Das IDK-Archiv befindet sich im Archiv aktiv (Hamburg).

## Geschichte
1947 konstituierte sich in Hamburg in der Nachfolge des Bundes der Kriegsdienstgegner (BdK) die Internationale der Kriegsdienstgegner (IDK), die an die Tradition der radikalen Kriegsdienstgegnerschaft anknüpfte. Theodor Michaltscheff war Gründungsmitglied und IDK-Vorsitzender. Von 1947 bis 1966 hatte Theodor Michaltscheff für die IDK die Zeitschrift Die Friedensrundschau herausgegeben.
1947/1948 hatte die IDK maßgeblichen Anteil an der gesetzlichen Verankerung des Rechtes auf Kriegsdienstverweigerung im Grundgesetz. Die IDK kritisierte allerdings die Einschränkungen des Rechtes auf Kriegsdienstverweigerung im Grundgesetz, insbesondere den staatlichen Zwangscharakter des Ersatzdienstes (später Zivildienst). Die IDK war beteiligt an der „Arbeitsgemeinschaft der Deutschen Friedensverbände“, die 1948 wiedergegründet wurde und auch 1953 bei der Einrichtung des „Deutschen Ausschusses für Wehrdienstverweigerungsfragen“, aus dem 1957 die „Zentralstelle für Recht und Schutz der Kriegsdienstverweigerer aus Gewissensgründen“ hervorging. Seitdem war die IDK eine Mitgliedsorganisation der „Zentralstelle KDV“, die ihre Arbeit am 31. August 2011 nach der Aussetzung der Wehrpflicht beendete. Vgl. hierzu: „Historischer Überblick: Kriegsdienstverweigerung in Deutschland“. Ein Teil der IDK-Gruppen unterstützte die Neutralisierungsbestrebungen der Gesamtdeutschen Volkspartei (GVP) Gustav Heinemanns und setzte sich für Gespräche mit den osteuropäischen Staaten ein. Eine politische Strömung innerhalb der IDK war auch beteiligt an der Gründung der Partei Deutsche Friedensunion (DFU) an prominenter Stelle 1960 die IDK-Vorsitzende Renate Riemeck. 
1956 entstand im Rahmen der IDK der Aktionskreis für Gewaltlosigkeit.
Beim ersten Ostermarsch war die IDK dabei und beteiligte sich alljährlich an diesen Demonstrationen. Ab ca. 1965 bis 1975 waren Aktionen und Demonstrationen gegen den Vietnamkrieg ein wichtiger Arbeitsschwerpunkt der IDK.
1968 gab es in der Bundesrepublik Deutschland die Fusion der Mehrheit der Gruppen der Internationale der Kriegsdienstgegner mit der Deutschen Friedensgesellschaft (DFG) zur DFG-IdK. 1974 folgte der Zusammenschluss mit dem Verband der Kriegsdienstverweigerer (VK) zur Deutschen Friedensgesellschaft-Vereinigte KriegsdienstgegnerInnen. (DFG-VK).
Die IDK in Berlin (West) blieb weiterhin bestehen und hatte Mitglieder im gesamten Bundesgebiet. Die Berliner IDK beantragte nach der Gründung der DFG-IdK (s. o.) den eigenständigen Status einer Sektion der War Resisters’ International. 1970 war das Aufnahmeverfahren als WRI-Sektion abgeschlossen.
In West-Berlin gab es keine Wehrpflicht. Das Wehrpflicht – Gesetz der Bundesrepublik Deutschland hatte in West-Berlin (Vier-Mächte-Status von Berlin) bis 1990 (deutsche Wiedervereinigung) keine Gültigkeit.
Die Beratung für Kriegsdienstverweigerer war immer ein Arbeitsschwerpunkt der IDK und von 1947 bis 1990 insbesondere geprägt durch den sogenannten entmilitarisierten Status von Berlin. Bis zur Einführung der Wehrpflicht infolge der deutschen Vereinigung hat die IDK in Berlin schwerpunktmäßig Wehrpflicht-Flüchtlinge, Deserteure und Kriegsdienstverweigerer (Totale Kriegsdienstverweigerung, TKDV) beraten und unterstützt.
1969 gab es von der IDK und weiterer Mitgliedsgruppen im Republikanischen Club (RC) eine Kampagne für Bundeswehr-Deserteure in Berlin (West). West-Berliner Behörden leisteten rechtswidrig Amtshilfe für die Bundeswehr. Der Erfolg dieser Kampagne war, dass Bundeswehr-Flüchtlinge in West-Berlin ohne weitere Verfolgung von der Bundeswehr (bis 1990) leben konnten.  IDK-Mitglied Reinhold Ellenrieder initiierte den „Arbeitskreis für anarchistische Philosophie“ (AK-AP). Die IDK koordinierte als Mitglied im RC Ende Januar 1971 als Reaktion auf den Beschluss des DGB, keine Erster-Mai-Demonstration zu machen, eine 1.Mai-Initiative an der verschiedene sozialistischen Gruppen sowie oppositionelle Gewerkschafter teilnahmen. Einige Wochen tagte diese Diskussionsrunde zur Demo-Vorbereitung für den 1. Mai 1971 im Sozialistischen Zentrum (Berlin, Stefanstr.), dem damaligen IDK-Domizil.
1972 führte die IDK eine Kampagne gegen den Volksbund Deutsche Kriegsgräberfürsorge e. V., veröffentlichte eine Dokumentation über den Volksbund mit dem Titel Die Kehrseite der Medaille und rief dazu auf „dem Trojanischen Pferd des Krieges keinen Pfennig zu geben“. Dies war eine Antwort gegen die massive Spendenwerbung vom Volksbund verbunden mit einer Ideologie von Soldaten-Tugenden, die vom Bundesinnenminister und den Kultusministern der Bundesländer unterstützt wurde.
Außerdem war die IDK aktiv beteiligt an den gewaltfreien Märschen für Entmilitarisierung (1976 bis 1989), die in verschiedenen Ländern Europas stattfanden und die Entmilitarisierung der Gesellschaft durch gewaltfreie Aktionen propagierten.
In den 1980er Jahren wurde auf Initiative der IDK das Libertäre Forum in Berlin initiiert. Beteiligt waren auch Aktive aus dem Umfeld Freie Arbeiterinnen- und Arbeiter-Union und der Graswurzelrevolution sowie andere Libertäre. Mit IDK-Unterstützung erscheint die Textsammlung zum Thema Gewaltfreie Revolution.
1982 initiierte die IDK gegen die Rüstungspolitik und Atom(kraftwerks)-Politik der Bundesregierung den Volkszählungsboykott für Ökologie und Frieden, Motto: „Die Regierung sagt, sie brauche die Informationen von uns, um besser regieren zu können. Wir sagen, wir brauchen die Informationen, um uns besser wehren zu können. Kommt die Regierung ihrer Auskunftspflicht nicht nach, so werden wir das auch nicht tun. Wenn die Regierung für Atomraketen schweigt, schweigen wir für den Frieden! – Politiker fragen – Bürger antworten nicht!“

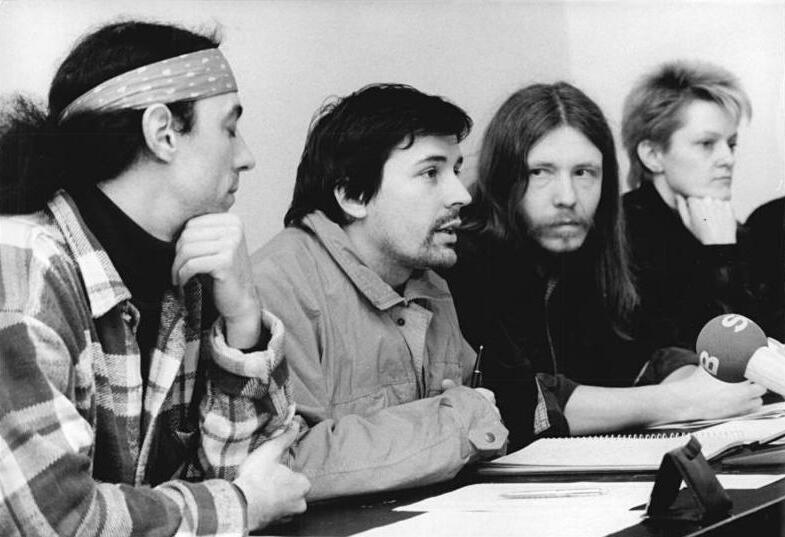
Pressekonferenz zum Thema Totalverweigerung im Jahr 1990 in Berlin. Die IDK unterstützte den „Freundeskreis Wehrdiensttotalverweigerer“ in der DDR und den Totalverweigerer Gerhard Scherer (Foto, 2. v. links) in West-Berlin.

Der Antimilitaristische Informationsdienst – AID wurde von der IDK von 1990 bis 1994 herausgegeben und dokumentiert Probleme der deutschen Vereinigung und antimilitaristische Aktionen in dieser Zeit. Der AID wurde abgelöst durch die IDK-Beteiligung an der Zeitschrift tilt („Magazin gegen Wehrpflicht, Zwangsdienste und Militär“). tilt erschien bis Ende der 1990er Jahre und ist noch Online.
Die IDK ist eine säkulare Friedensorganisation, in der humanistische und religiöse Kriegsdienstverweigerer und Pazifisten zusammenarbeiten. Seit Mitte der 1990er Jahre gibt es Diskussionen über verschiedene Positionen zur Verbindung von Humanismus und Pazifismus. Es sind unterschiedliche agnostische und atheistische Positionen für einen humanistischen Pazifismus, der sich ausschließlich auf den Menschen bezieht, von den Zielen wie von der Letztbegründung her.
Seit 2006 ist ein Arbeitsschwerpunkt der IDK die Unterstützung von gewaltfreien Konfliktstrategien im Israel–Palästina–Konflikt. Die IDK unterstützte Kriegsdienstverweigerer in Israel seit 1948 (Vgl. Joseph Abileah). Im Jahr 2008 wurde gemeinsam mit der Gruppe Israel/Besetzte Gebiete von Amnesty International Berlin die Broschüre Zur Situation der Kriegsdienstverweigerung in Israel herausgegeben. Diese Publikation war das Begleitheft zum Konzert Stimmen für Verständigung und Menschenrechte in Israel/Palästina im Labsaal, Berlin-Lübars. Die IDK würdigte und begrüßte die Preisverleihung der Carl-von-Ossietzky-Medaille der Internationalen Liga für Menschenrechte im Dezember 2008 an die israelische Gruppe Anarchists Against the Wall und das palästinensische Bürgerkomitee des Dorfes Bil’in.

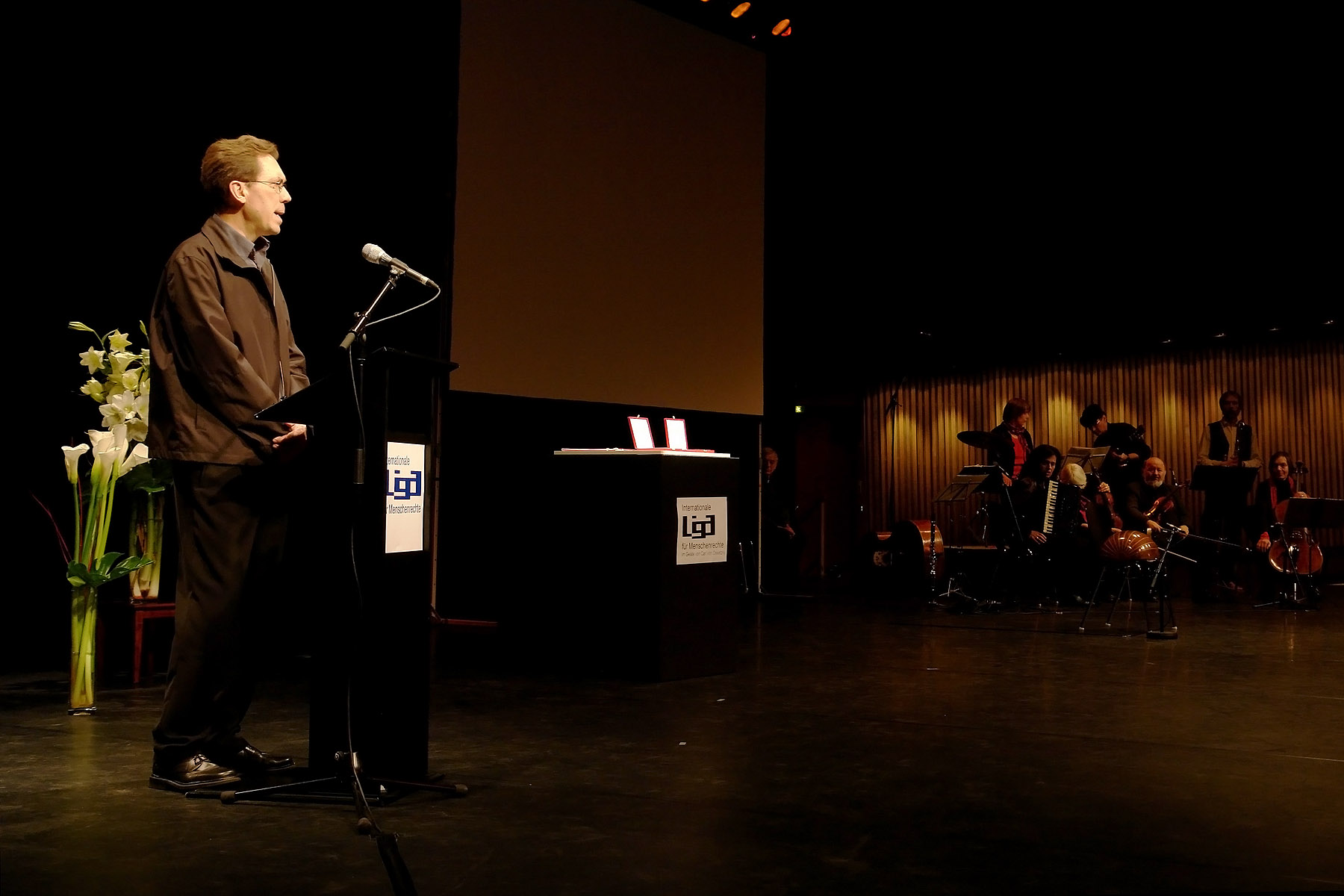
Preisverleihung der Carl-von-Ossietzky-Medaille 2008. Wolfram Beyer übermittelt die Grußworte der IDK und spielte danach die Klarinette bei der KlezMischpoche für die Anarchists Against the Wall und das palästinensische Bürgerkomitee

Auch unterstützt die IDK Kriegsdienstverweigerer und Deserteure weltweit und arbeitet für ein umfassendes Recht auf Kriegsdienstverweigerung in allen Ländern. In dieser Arbeit gibt es Verbindungen zum Verein Connection.
Im Rahmen der Friedensbewegung, insbesondere um die Zeitschrift Graswurzelrevolution, beteiligten sich IDK-Mitglieder an gewaltfreien Aktionen. Gewaltfreie Aktion war seit Gründung der IDK Orientierung für politisches Handeln.

## Ziele
Der Verein fördert die internationalistische und antimilitaristische Gesinnung und den Völkerverständigungsgedanken sowie die Toleranz auf allen Gebieten der Kultur. Sie tritt ein für die Achtung der Menschenrechte und Grundfreiheiten für alle ohne Unterschied in Bezug auf Rasse, Geschlecht, Sprache, Religion und Weltanschauung.

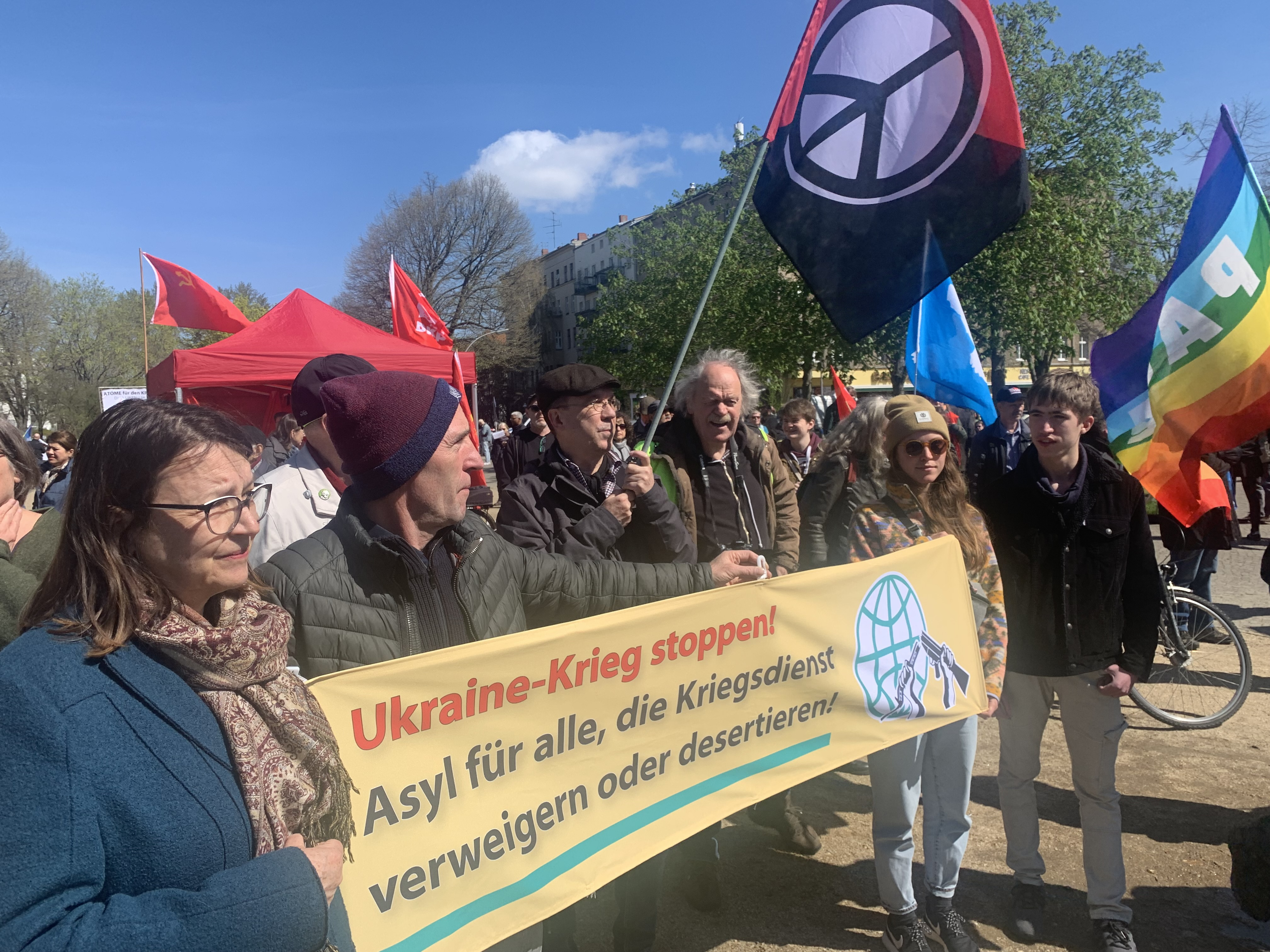
Ostermarsch 2022 in Berlin – Mitglieder der Internationale der Kriegsdienstgegner*innen (IDK)

Jedes Mitglied unterschreibt die Grundsatzerklärung: „Der Krieg ist ein Verbrechen an der Menschheit. Ich bin daher entschlossen, keine Art von Krieg zu unterstützen und an der Beseitigung aller Kriegsursachen mitzuarbeiten.“
Der Begriff Kriegsdienstgegner wird von der IDK umfassend interpretiert – als individueller und sozialer Begriff:
- Kriegsdienst bedeutet nicht nur Dienst im Krieg, sondern Dienst am Krieg, und dieser Krieg beginnt nicht erst beim Ausbruch der Feindseligkeiten, sondern bei der psychologischen, politischen und wirtschaftlichen Vorbereitung zum Krieg.
- Somit sind die Aufgaben in erster Linie vorbeugenden Charakters und schließen in sich die Beseitigung der Kriegsursachen und die Schaffung einer sozialen und wirtschaftlich gerechten Gesellschaftsordnung mit ein, die keine Kriege aufkommen lässt.
- Die Verweigerung von Kriegs- und Zwangsdiensten ist eine persönliche Tat und eine soziale Aufgabe.

Vereinszweck ist es, den Verweigerern von Kriegs- und Zwangsdiensten Schutz und Hilfe zu gewähren. Politisches Ziel ist die Abschaffung von Wehrpflicht, über die kritisch berichtet wird, Zwangsdiensten und Militär.

## Mitglieder
Kategorie:IDK-Mitglied

## Auszeichnungen
Der internationale Dachverband der IDK, die War Resisters’ International (WRI), erhielt 2004 den Friedrich Siegmund-Schultze Förderpreis verliehen.